# グランパ・ウォーズ おじいちゃんと僕の宣戦布告
『グランパ・ウォーズ おじいちゃんと僕の宣戦布告』（グランパウォーズ おじいちゃんとぼくのせんせんふこく、The War with Grandpa）は2020年のアメリカ合衆国のコメディ映画。監督はティム・ヒル、出演はロバート・デ・ニーロとオークス・フェグリーなど。ロバート・キンメル・スミスが1984年に上梓した児童文学『ぼくはおじいちゃんと戦争した（旧題：おじいちゃんとの戦争）』を原作としている。

## ストーリー
妻を亡くしたこともあって、エドは娘夫婦（サリーとアーサー）と同居することにした。当面の間、エドは孫のピーターの部屋で暮らすことになったが、ピーターは「おじいちゃんに自分だけの部屋を奪われた」と不満を募らせていった。ほどなくして、我慢の限界に達したピーターはエドを追い出すべく様々な悪戯を仕掛けたが、エドは意地になって部屋に居座ろうとした。そして、ピーターの悪戯はどんどんエスカレートしていき、ついには大騒動に発展してしまう。

## キャスト
※括弧内は日本語吹替
- エド・マリーノ: ロバート・デ・ニーロ（菅生隆之）
- ピーター・デッカー: オークス・フェグリー（松本沙羅）
- サリー・マリーノ＝デッカー: ユマ・サーマン（魏涼子）
- アーサー・デッカー: ロブ・リグル（志村知幸）
- ジェリー: クリストファー・ウォーケン（立川三貴）
- ミア・デッカー: ローラ・マラノ（生田ひかる）
- ダニー: チーチ・マリン（辻親八）
- ダイアン: ジェーン・シーモア（塙英子）
- スティーヴ: アイザック・クラグテン（英語版）
- デヴィッド: フェイゾン・ラヴ（英語版）
- ラッセル: コリン・フォード

## 製作
2016年6月13日、ロバート・デ・ニーロが本作の出演交渉に臨んでいると報じられた。10月、クリストファー・ウォーケンとマリサ・トメイに出演オファーが出ているとの報道があったが、後者との交渉は不首尾に終わった。2017年4月、ユマ・サーマンとロブ・リグルの起用が発表された。5月1日、オークス・フェグリーがキャスト入りした。2日、本作の主要撮影がジョージア州アトランタで始まった。26日、クリストファー・レナーツが本作で使用される楽曲を手掛けるとの報道があった。2020年11月20日、フィルムトラックスが本作のサウンドトラックを発売した。

## 公開・興行収入
当初、本作はディメンション・フィルムズの配給で2017年4月23日に全米公開される予定だったが、後に公開日は同年10月20日→2018年2月23日と延期されていった。しかし、2018年1月、ディメンション・フィルムズは本作を公開スケジュールから引き上げ、後に配給権自体を売却することになった。
2020年6月29日、101スタジオズが本作の全米配給権を獲得したと報じられた。その際、本作は同年9月18日に全米公開されるとの発表があったが、後に公開日は10月9日に延期された。8月13日、本作のオフィシャル・トレイラーが公開された。15日、配給元が変更になった影響で、アーロン・ジグマンが改めて作曲をやり直すことになったとの報道があった。10月9日、本作は全米2250館で封切られ、公開初週末に362万ドルを稼ぎ出し、週末興行収入ランキング初登場1位となった。

## 評価
本作に対する批評家の評価は芳しいものではない。映画批評集積サイトのRotten Tomatoesには117件のレビューがあり、批評家支持率は29%、平均点は10点満点で4.4点となっている。サイト側による批評家の見解の要約は「時折面白い箇所はあるが、ほとんどは見当違いの方向に行っている。『グランパ・ウォーズ おじいちゃんと僕の宣戦布告』を観た者は何回かクスッとくるだろうが、それ以上に「豊かな才能があるのに、デ・ニーロたちは何を思ってこの作品に出演したのか」という疑問を抱かざるを得ないだろう。」となっている。また、Metacriticには23件のレビューがあり、高評価はなく、賛否混在は12件、低評価は11件、加重平均値は34/100となっている。なお、本作のCinemaScoreはB+となっている。